# Antônio Pinheiro Neto
Antônio Pinheiro Neto (Belo Horizonte, 30 de maio de 1991) mais conhecido como Pinheirinho é um empresário e político brasileiro filiado ao Progressistas (PP).
Nasceu em uma tradicional família de Ibirité. Formou-se em Direito pela Universidade FUMEC, em Belo Horizonte.
Ingressou na vida pública ainda muito cedo, sendo eleito o prefeito mais jovem de Minas Gerais, em Ibirité, com apenas 21 anos, em 2012..
Candidato a deputado federal em 2018, pelo Progressistas, sendo eleito com quase 100 mil votos.

## Política
Em 2012 foi eleito Prefeito por Ibirité, Minas Gerais. Em 2018 foi eleito deputado federal por Minas Gerais.
Em seu mandato de deputado, votou a favor da autonomia do Banco Central e das privatizações dos Correios e da Eletrobrás. Votou a favor da PEC dos Precatórios.
Votou a favor da ampliação do fundo eleitoral para 5,7 bilhões de reais. 
Votou a favor da institucionalização do orçamento secreto. Foi revelado que Pinheirinho recebeu ao menos R$ 6,3 milhões de reais via orçamento secreto para emendas.